# Dentinogênese
Dentinogênese é o processo de formação da dentina. Esta desenvolve conforme as seguintes fases:
1. Formação da matriz dentinária ou pré-dentina.
2. Calcificação da matriz dentinária (maturação).